# Свети Георги (Лименария)
Вижте пояснителната страница за други значения на Свети Георги.
„Свети Георги“ (на гръцки: Αγίου Γεωργίου) е късновъзрожденска православна църква в село Лименария, в югозападната част на остров Тасос, Гърция.
Църквата е изградена в северната махала на Лименария Каливия (Каливес) в 1902 година. В архитектурно отношение е трикорабна базилика с по-късни външен притвор и женска църква и прилепена към югозападния ъгъл камбанария. Външните размери са 22,00 / 9,25 m, дебелината на стената е 0,84 m, а на притвора – 0,75 m. Наосът има дължина 16,20 m, а площта му е 149,85 m2. Четири стъпала водят до нивото на екзонартекс. Входът е сводест с двойна врата. Вътрешните размери на екзонартекса са 8,10 / 4,25 m. и височина 2,50 m. Осветява се само с два малки прозореца на запад и на юг. Стълбата в югозападния ъгъл води до женската църква. Входът на наоса е през южна двойна врата с покрив, който прилича на този на външния притвор.
Наосът има вътрешната широчина 7,77 m, височина 4,52 m и ширина на корабите 1,90 / 3,55 / 1,90 m. Трите кораба са разделени от две колонади от по пет дървени квадратни колони. Арките са извити и над всяка колона са изписани в евангелистите в медальони. Осветление става чрез три южни прозореца, един от които в светилището, и два северни. Отвън формата им е различна – южните са правоъгълни, а северните сводести. Таваните над трите кораба са дъсчени от летви. Иконостасът е дъговидно повдигнат, за да има място за иконостасния кръст. Подът е покрит с циментови плочи. Пейките са по дългите страни на главния кораб, какво и по северната и западната.
Иконостасът е обикновен, дъсчен, повдигнат с една стъпка. Като се започне от север иконите са „Свети Харалампий“, северна врата, „Свети Николай“, датирана 1843, „Свети Георги“, „Света Богородица Одигитрия“, царските двери, „Христос Вседържител“, „Свети Йоан Кръстител“, „Въведение Богородично“ с надпис „Διά χειρός Αγαπίου ιερομονάχου“, южната врата, „Свети Григорий Палама“. На северната стена, свързана с иконостаса, е „Свети Модест“, а на южната стена „Свети Георги“ с надпис „Διά εξόδων Γεωργίου Βασιλεικού Αυγουστου 1908“.
Светилището е с ширина 2,00 m. Апсидата е полукръгла с вентилационен отвор. Има само протезис, който е полукръгъл и извит. Подобна ниша има и на северната стена.
Женската църква има и самостоятелен вход откъм пътя, но без необходимите стълби. Разположена е над наоса и е добре осветена от три големи отвора с железни рамки, които са заменили по-старите дървени прозорци. Конструкцията на пода е от армиран бетон. По-малката дебелина на стените на външния притвор и различното ниво на покривите говорят, че екзонартексът и женската църква са добавени по-късно. Стените са измазани.
Покривът на женската църква е четирискатен. В четирискатен е превърнат и по-рано трискатния покрив на наоса. Покритието е от плочи. Във външните стени са вградени антични релефи.